# مدار نزدیک به استوا
مدار نزدیک به استوا (انگلیسی: Near-equatorial orbit) مداری است که نزدیک به استوای جسمی که به دور آن در گردش است، قرار می‌گیرد. چنین مداری دارای انحراف مداری نزدیک به ۰ درجه است. در زمین، چنین مدارهایی روی استوای سماوی، دایره بزرگی از کره سماوی وهمی که در همان صفحه استوای زمین است، قرار دارند.
پرتاب فضاپیما از مکان‌هایی نزدیک به استوا مزایایی دارد. یکی از این مزایا این است که به وسیله نقلیه پرتاب اجازه می‌دهد تا از سرعت چرخش زمین بهره‌مند شود. این بدان معنی است که فضاپیما از چرخش زمین یک نیروی پیشران دریافت می‌کند که باعث کاهش مقدار سوخت مورد نیاز برای پرتاب آن می‌شود. علاوه بر این، مدارهای استوایی برقراری ارتباط با فضاپیما را آسان‌تر می‌کنند.
مدار زمین‌ایستا یک نوع خاص از مدار استوایی است که مدار زمین‌همگام نیز هست. ماهواره‌ها در یک مدار زمین‌ایستا در آسمان برای ناظران روی سطح زمین همیشه در یک نقطه ثابت دیده می‌شوند.
مدارهای استوایی می‌توانند به چند دلیل مفید باشند. برای رساندن فناوری انسان به فضا، سایت‌هایی نزدیک به استوا، مانند پایگاه فضایی گویان واقع در کورو، گویان فرانسه، یا فرودگاه آلکانتارا در برزیل، می‌توانند مکان‌های خوبی برای پایگاه‌های فضایی باشند، زیرا مقداری سرعت مداری به پرتابگر می‌دهند. این کار با کمک گرفتن از سرعت دورانی زمین به میزان ۴۶۰ متر بر ثانیه برای سفینه فضایی در هنگام پرتاب ممکن می‌شود. دلتا-وی اضافه شده، میزان سوخت مورد نیاز برای پرتاب فضاپیما به مدار را کاهش می‌دهد. از آنجایی که زمین دارای چرخش خاورگرد است، فقط پرتاب‌هایی که در جهت شرق هستند می‌توانند از این افزایش سرعت بهره ببرند. در واقع، پرتاب به سمت غرب از استوا به دلیل نیاز به مقابله با سرعت دورانی اضافی، به‌ویژه دشوار است.
مدارهای استوایی مزایای دیگری نیز دارند، از جمله برای ارتباطات: یک سفینه فضایی در یک مدار استوایی در هر دور، مستقیماً از روی یک پایگاه فضایی استوایی می‌گذرد، بر خلاف مسیر زمینی متغیر یک مدار مایل.
علاوه بر این، پرتاب مستقیم به مدار استوایی نیاز به تنظیمات گران‌قیمت در مسیر پرتاب فضاپیما را از بین می‌برد. مانور برای رسیدن به شیب ۵ درجه ای مدار ماه از عرض جغرافیایی ۲۸ درجه شمالی دماغه کاناورال در ابتدا باعث کاهش ظرفیت محموله موشک ساترن ۵ برنامه فضایی آپولو به اندازه ۸۰ درصد شده بود.

## مدار بدون شیب
مدار بدون شیب، مدار اشتراک سطح با یک صفحه مرجع است. انحراف مداری برای مدارهای مستقیم ۰ درجه و برای مدارهای حرکت مخالف‌گرد و موافق‌گرد ۱۸۰ درجه (عدد پی) است. 
اگر صفحه مرجع جرم بزرگی در کره‌وار استوای سماوی باشد، این مدارها «استوایی» نامیده می‌شوند و مدار غیر مایل صرفاً یک مورد خاص از مدار نزدیک به استوا است.
با این حال، مدار بدون شیب لازم نیست که تنها به صفحه مرجع استوایی ارجاع داده شود. اگر صفحه مرجع، صفحه دایرةالبروج باشد، آنها را مدار «دایرةالبروجی» می‌نامند.
از آنجایی که مدارهای غیر مایل فاقد گره مداری هستند، گره مداری آن‌ها تعریف نشده‌است. همین مسئله در مورد عناصر مداری کلاسیک مربوطه یعنی طول گره صعودی و شناسه حضیض هم صدق می‌کند. در این موارد، عناصر مداری جایگزین یا تعاریف مختلف باید استفاده شود تا اطمینان حاصل شود که مدار به‌طور کامل توصیف شده‌است.